# Danh sách doanh nghiệp lớn nhất Nhật Bản
Bài viết này liệt kê danh sách các công ty lớn nhất tại Nhật Bản về các mặt như doanh thu, lợi nhuần thuần và tổng tài sản, chiếu theo hai tạp chí kinh doanh nổi tiếng của Mỹ là Fortune và Forbes.

## Danh sách củaFortunenăm 2025
| Thứ hạng | Thứ hạng trên Fortune 500 | Tên công ty                     | Ngành nghề         | Doanh thu (triệu đô la Mỹ) | Lợi nhuận (triệu đô la Mỹ) | Số nhân sự | Trụ sở    |
| -------- | ------------------------- | ------------------------------- | ------------------ | -------------------------- | -------------------------- | ---------- | --------- |
| 1        | 10                        | Toyota                          | Ô tô               | 275.288                    | 19.096                     | 359.542    | Toyota    |
| 2        | 39                        | Honda                           | Ô tô               | 137.332                    | 4.192                      | 218.674    | Tokyo     |
| 3        | 42                        | Mitsubishi                      | Tập đoàn           | 135.940                    | 4.924                      | 86.098     | Tokyo     |
| 4        | 60                        | Japan Post Holdings             | Tập đoàn           | 109.915                    | 4.449                      | 245.472    | Tokyo     |
| 5        | 62                        | Nippon Telegraph and Telephone  | Telecommunications | 109,448                    | 7,867                      | 319,039    | Tokyo     |
| 6        | 72                        | Itochu                          | Trading            | 100,522                    | 4,611                      | 151,430    | Tokyo     |
| 7        | 83                        | Nissan                          | Automotive         | 90,863                     | −6,174                     | 144,933    | Yokohama  |
| 8        | 94                        | SoftBank Group                  | Conglomerate       | 87,440                     | −8,844                     | 80,909     | Tokyo     |
| 9        | 106                       | Hitachi                         | Tập đoàn           | 80,639                     | 806                        | 301,056    | Tokyo     |
| 10       | 115                       | AEON                            | Bán lẻ             | 78,930                     | 246                        | 290,196    | Chiba     |
| 11       | 122                       | Sony                            | Tập đoàn           | 75,972                     | 5,355                      | 111,700    | Tokyo     |
| 12       | 123                       | ENEOS Holdings                  | Oil and Gas        | 75,897                     | −1,728                     | 40,983     | Tokyo     |
| 13       | 130                       | Nippon Life                     | Insurance          | 74,048                     | 1,767                      | 92,122     | Osaka     |
| 14       | 153                       | Panasonic                       | Electronics        | 68,897                     | 2,076                      | 259,385    | Osaka     |
| 15       | 161                       | Mitsubishi UFJ Financial Group  | Financials         | 67,135                     | 4,858                      | 138,570    | Tokyo     |
| 16       | 165                       | Dai-ichi Life                   | Insurance          | 65,434                     | 298                        | 63,719     | Tokyo     |
| 17       | 172                       | Mitsui                          | Conglomerate       | 63,327                     | 3,601                      | 45,624     | Tokyo     |
| 18       | 173                       | Marubeni                        | Trading            | 62,799                     | −1,816                     | 49,515     | Tokyo     |
| 19       | 177                       | Toyota Tsusho                   | Trading            | 61,570                     | 1,247                      | 66,067     | Nagoya    |
| 20       | 178                       | Seven & I Holdings Co.          | Retail             | 60,952                     | 2,002                      | 98,039     | Tokyo     |
| 21       | 188                       | Tokyo Electric Power Company    | Electric utility   | 57,407                     | 466                        | 37,892     | Tokyo     |
| 22       | 198                       | Nippon Steel                    | Steel              | 54,465                     | −3,969                     | 116,462    | Tokyo     |
| 23       | 226                       | Tokio Marine                    | Insurance          | 50,270                     | 2,389                      | 41,101     | Tokyo     |
| 24       | 236                       | Idemitsu Kosan                  | Oil and Gas        | 48,892                     | −211                       | 16,020     | Tokyo     |
| 25       | 237                       | Sumitomo Mitsui Financial Group | Banking            | 48,880                     | 6,474                      | 86,443     | Tokyo     |
| 26       | 238                       | Sumitomo Group                  | Trading            | 48,746                     | 1,576                      | 72,642     | Tokyo     |
| 27       | 241                       | KDDI                            | Telecommunications | 48,171                     | 5,884                      | 44,952     | Tokyo     |
| 28       | 246                       | MS&AD Insurance Group           | Insurance          | 47,537                     | 1,316                      | 41,942     | Tokyo     |
| 29       | 247                       | Denso                           | Automotive         | 47,400                     | 626                        | 170,932    | Kariya    |
| 30       | 300                       | Mitsubishi Electric             | Electronics        | 41,045                     | 2,040                      | 146,518    | Tokyo     |
| 31       | 311                       | Daiwa House                     | Construction       | 40,288                     | 2,149                      | 47,133     | Osaka     |
| 32       | 334                       | Meiji Yasuda Life               | Insurance          | 37,466                     | 1,912                      | 43,676     | Tokyo     |
| 33       | 339                       | Mitsubishi Heavy Industries     | Industrials        | 37,172                     | 801                        | 81,631     | Tokyo     |
| 34       | 349                       | Mizuho Financial Group          | Banking            | 36,669                     | 4,126                      | 57,264     | Tokyo     |
| 35       | 356                       | Fujitsu                         | Telecommunications | 35,483                     | 1,472                      | 129,609    | Tokyo     |
| 36       | 359                       | Aisin Seiki                     | Automotive         | 34,810                     | 221                        | 119,535    | Kariya    |
| 37       | 363                       | Sompo Holdings                  | Insurance          | 34,587                     | 1,127                      | 47,535     | Tokyo     |
| 38       | 365                       | JFE Holdings                    | Steel              | 34,305                     | −1,819                     | 64,009     | Tokyo     |
| 39       | 376                       | Mitsubishi Chemical Holdings    | Chemicals          | 33,418                     | 497                        | 69,609     | Tokyo     |
| 40       | 380                       | Canon Inc.                      | Electronics        | 32,961                     | 1,148                      | 187,041    | Tokyo     |
| 41       | 387                       | Bridgestone                     | Automotive         | 32,340                     | 2,684                      | 143,589    | Tokyo     |
| 42       | 390                       | Suzuki Motor                    | Automotive         | 32,086                     | 1,235                      | 68,499     | Hamamatsu |
| 43       | 391                       | Sumitomo Life Insurance         | Insurance          | 32,063                     | 48                         | 42,954     | Osaka     |
| 44       | 400                       | Mazda                           | Automotive         | 31,551                     | 112                        | 50,479     | Hiroshima |
| 45       | 402                       | Toshiba                         | Electronics        | 31,179                     | −1,054                     | 125,648    | Tokyo     |
| 46       | 405                       | Subaru                          | Automotive         | 30,758                     | 1,404                      | 35,045     | Tokyo     |
| 47       | 414                       | Takeda Pharmaceutical           | Pharmaceuticals    | 30,272                     | 407                        | 47,495     | Tokyo     |
| 48       | 417                       | Medipal Holdings                | Retail             | 29,921                     | 349                        | 15,422     | Tokyo     |
| 49       | 428                       | Kansai Electric Power Company   | Electric utility   | 29,288                     | 1,196                      | 31,850     | Osaka     |
| 50       | 445                       | Sumitomo Electric Industries    | Electronics        | 28,578                     | 669                        | 283,910    | Osaka     |
| 51       | 450                       | NEC                             | Điện tử            | 28.469                     | 920                        | 112.638    | Tokyo     |
| 52       | 454                       | Chubu Electric Power            | Cơ sở hạ tầng điện | 28.200                     | 1.504                      | 28.448     | Nagoya    |
| 53       | 470                       | East Japan Railway Company      | Transportation     | 27.102                     | 1.825                      | 85.114     | Tokyo     |

## Danh sách củaForbesnăm 2020
| Thứ hạng | Thứ hạng trên Forbes 2000 | Tên công ty                     | Trụ sở    | Doanh thu (tỷ đô la Mỹ) | Lợi nhuận (tỷ đô la Mỹ) | Tổng tài sản (tỷ đô la Mỹ) | Giá trị (tỷ đô la Mỹ) | Ngành nghề           |
| -------- | ------------------------- | ------------------------------- | --------- | ----------------------- | ----------------------- | -------------------------- | --------------------- | -------------------- |
| 1        | 11                        | Toyota                          | Toyota    | 280.5                   | 22.7                    | 495.1                      | 173.3                 | Automotive           |
| 2        | 43                        | Nippon Telegraph and Telephone  | Tokyo     | 109.6                   | 7.9                     | 211.1                      | 83.0                  | Telecommunications   |
| 3        | 52                        | Mitsubishi UFJ Financial Group  | Tokyo     | 60.1                    | 5.4                     | 2,893.0                    | 51.8                  | Financials           |
| 4        | 58                        | Sony                            | Tokyo     | 79.2                    | 6.0                     | 208.3                      | 78.7                  | Conglomerate         |
| 5        | 66                        | SoftBank Group                  | Tokyo     | 87.4                    | 2.9                     | 362.6                      | 89.7                  | Conglomerate         |
| 6        | 72                        | Japan Post Holdings             | Tokyo     | 112.3                   | 4.7                     | 2,680.2                    | 32.7                  | Conglomerate         |
| 7        | 80                        | Sumitomo Mitsui Financial Group | Tokyo     | 48.4                    | 6.4                     | 1,954.8                    | 36.4                  | Banking              |
| 8        | 83                        | Honda                           | Tokyo     | 142.4                   | 4.3                     | 188.5                      | 42.6                  | Automotive           |
| 9        | 104                       | Mitsubishi                      | Tokyo     | 140.8                   | 4.8                     | 167.0                      | 32.4                  | Conglomerate         |
| 10       | 122                       | KDDI                            | Tokyo     | 47.8                    | 5.9                     | 86.5                       | 66.9                  | Telecommunications   |
| 11       | 135                       | Itochu                          | Osaka     | 103.1                   | 4.9                     | 104.6                      | 29.6                  | Trading              |
| 12       | 151                       | Tokio Marine                    | Tokyo     | 48.5                    | 2.6                     | 224.5                      | 33.0                  | Insurance            |
| 13       | 166                       | Mitsui                          | Tokyo     | 65.5                    | 3.7                     | 114.3                      | 24.1                  | Conglomerate         |
| 14       | 198                       | Hitachi                         | Tokyo     | 82.9                    | 1.8                     | 94.6                       | 29.3                  | Conglomerate         |
| 15       | 215                       | MS&AD Insurance Group           | Tokyo     | 50.6                    | 2.6                     | 220.1                      | 16.7                  | Insurance            |
| 16       | 230                       | Dai-ichi Life                   | Tokyo     | 62.6                    | 1.8                     | 560.8                      | 14.4                  | Insurance            |
| 17       | 234                       | Seven & I Holdings Co.          | Tokyo     | 61.0                    | 2.0                     | 55.6                       | 29.3                  | Retail               |
| 18       | 242                       | Mizuho Financial Group          | Tokyo     | 35.9                    | 0.8                     | 1,874.9                    | 29.8                  | Banking              |
| 19       | 247                       | Central Japan Railway Company   | Nagoya    | 17.0                    | 3.7                     | 89.0                       | 31.2                  | Transportation       |
| 20       | 256                       | Panasonic                       | Osaka     | 70.4                    | 2.6                     | 61.8                       | 18.0                  | Electronics          |
| 21       | 261                       | East Japan Railway Company      | Tokyo     | 27.1                    | 1.8                     | 79.1                       | 27.8                  | Transportation       |
| 22       | 283                       | Japan Tobacco                   | Tokyo     | 20.0                    | 3.2                     | 51.1                       | 33.4                  | Tobacco              |
| 23       | 290                       | Sumitomo Group                  | Tokyo     | 49.9                    | 2.7                     | 77.1                       | 14.4                  | Trading              |
| 24       | 292                       | Orix                            | Osaka     | 21.3                    | 3.0                     | 118.2                      | 15.4                  | Financials           |
| 25       | 294                       | Mitsubishi Electric             | Tokyo     | 41.3                    | 2.1                     | 40.9                       | 26.9                  | Electronics          |
| 26       | 299                       | Nomura Holdings                 | Tokyo     | 19.1                    | 2.3                     | 425.5                      | 13.0                  | Financials           |
| 27       | 321                       | JXTG Holdings                   | Tokyo     | 95.5                    | 1.5                     | 81.6                       | 11.5                  | Oil and Gas          |
| 28       | 324                       | Daiwa House                     | Osaka     | 40.0                    | 2.3                     | 42.7                       | 17.1                  | Construction         |
| 29       | 327                       | Bridgestone                     | Tokyo     | 32.3                    | 2.7                     | 36.3                       | 20.7                  | Automotive           |
| 30       | 355                       | Shin-Etsu Chemical              | Tokyo     | 14.2                    | 2.9                     | 29.9                       | 46.7                  | Chemicals            |
| 31       | 359                       | Canon Inc.                      | Tokyo     | 33.0                    | 1.1                     | 43.9                       | 22.7                  | Electronics          |
| 32       | 360                       | Sompo Japan Nipponkoa Insurance | Tokyo     | 32.8                    | 1.3                     | 111.8                      | 11.9                  | Insurance            |
| 33       | 367                       | Mitsui Fudosan                  | Tokyo     | 17.5                    | 1.5                     | 67.2                       | 18.2                  | Real estate          |
| 34       | 375                       | Daikin                          | Osaka     | 23.5                    | 1.7                     | 26.1                       | 38.3                  | Electrical equipment |
| 35       | 383                       | Sumitomo Mitsui Trust Holdings  | Tokyo     | 13.8                    | 1.8                     | 509.3                      | 11.1                  | Financials           |
| 36       | 394                       | Denso                           | Kariya    | 47.4                    | 0.6                     | 52.4                       | 27.6                  | Automotive           |
| 37       | 404                       | Nippon Steel                    | Tokyo     | 55.7                    | 2.3                     | 71.4                       | 7.9                   | Steel                |
| 38       | 405                       | Komatsu                         | Tokyo     | 23.2                    | 1.9                     | 34.3                       | 18.2                  | Industrials          |
| 39       | 422                       | Fujitsu                         | Tokyo     | 35.7                    | 1.4                     | 28.7                       | 20.0                  | Real estate          |
| 40       | 427                       | Tokyo Electric Power Company    | Tokyo     | 58.9                    | 5.2                     | 110.8                      | 5.4                   | Electric utility     |
| 41       | 428                       | Fast Retailing                  | Yamaguchi | 20.5                    | 1.4                     | 22.8                       | 49.2                  | Retail               |
| 42       | 429                       | Toyota Industries               | Kariya    | 20.0                    | 1.3                     | 48.9                       | 15.8                  | Automotive           |
| 43       | 434                       | Recruit Holdings                | Tokyo     | 21.9                    | 1.8                     | 18.3                       | 49.1                  | Electronics          |
| 44       | 442                       | Marubeni                        | Tokyo     | 63.6                    | 1.4                     | 62.7                       | 8.5                   | Trading              |
| 45       | 447                       | Kansai Electric Power Company   | Osaka     | 30.1                    | 1.5                     | 68.6                       | 9.2                   | Pharmaceuticals      |
| 46       | 449                       | Fujifilm                        | Tokyo     | 21.7                    | 1.4                     | 31.8                       | 19.7                  | Consumer goods       |
| 47       | 455                       | Chubu Electric Power Company    | Nagoya    | 28.6                    | 1.6                     | 49.8                       | 10.3                  | Electric utility     |
| 48       | 479                       | Subaru                          | Tokyo     | 30.0                    | 1.3                     | 29.1                       | 15.6                  | Automotive           |
| 49       | 480                       | Suzuki Motor                    | Hamamatsu | 33.6                    | 1.1                     | 31.7                       | 15.7                  | Automotive           |
| 50       | 481                       | Mitsubishi Heavy Industries     | Tokyo     | 37.0                    | 1.5                     | 51.0                       | 8.7                   | Industrials          |